# جوزيف دروست
وهو سياسي أمريكي ينتمي إلى الحزب الديمقراطي وحاكم ولاية نيوجرسي الأمريكية ولد جوزيف دروست في 5 يناير من سنة 1821 في ولاية نيوجرسي كان جوزيف دروست حاكما على ولاية نيوجرسي الأمريكية ما بين الأعوام 1875 إلى عام 1878 توفي جوزيف دروست في 21 أكتوبر من 1894 في مدينة نيويورك.